# Isola Coburg
L'isola Coburg (in lingua inuktitut Nirjutiqavvik) è un'isola disabitata della regione di Qikiqtaaluk nel territorio di Nunavut, in Canada.

## Geografia
L'isola appartiene al gruppo delle isole della Regina Elisabetta, nell'arcipelago artico canadese. Ha una superficie di 411 km², una lunghezza di 38 km e una larghezza che va da 22 a 24 km. Lo stretto Glacier la separa dall'isola Ellesmere, mentre a sud si trova l'isola di Devon.
L'area è frequentata in prevalenza da balene artiche, narvali, orsi polari, pinnipedi, trichechi e balene bianche.

## Ambiente e fauna
L'isola Coburg è stata classificata come area protetta nell'ambito di numerosi programmi di conservazione ambientale: è stata ad esempio designata International Biological Program site e Key Migratory Bird Terrestrial Habitat site. Insieme all'area marittima circostante, è anche parte della Nirjutiqavvik National Wildlife Area. In particolare una zona dell'isola, Cambridge Point, è una delle cosiddette Important Bird Area, la cui rilevanza è dovuta soprattutto alla presenza dei seguenti uccelli: l'uria nera, il gabbiano tridattilo, il gabbiano glauco, il fulmaro e l'uria di Brünnich.